# Martinice (okres Kroměříž)
Obec Martinice se nachází v okrese Kroměříž ve Zlínském kraji. Žije zde 850 obyvatel.

## Historie
První písemná zmínka o obci pochází z roku 1262.

## Obyvatelstvo

### Struktura
Vývoj počtu obyvatel za celou obec i za jeho jednotlivé části uvádí tabulka níže, ve které se zobrazuje i příslušnost jednotlivých částí k obci či následné odtržení.
| Místní části   | Místní části   | 1869 | 1880 | 1890 | 1900 | 1910 | 1921 | 1930 | 1950 | 1961 | 1970 | 1980 | 1991 | 2001 | 2011 |
| -------------- | -------------- | ---- | ---- | ---- | ---- | ---- | ---- | ---- | ---- | ---- | ---- | ---- | ---- | ---- | ---- |
| Počet obyvatel | část Martinice | 433  | 509  | 514  | 538  | 580  | 571  | 525  | 521  | 599  | 586  | 590  | 609  | 657  | 696  |
| Počet domů     | část Martinice | 70   | 72   | 77   | 84   | 92   | 95   | 100  | 117  | 136  | 147  | 161  | 187  | 194  | 224  |

## Pamětihodnosti
- Smírčí kříž u silnice z Martinic pravděpodobně postavený na paměť bitvy mezi císařskou armádou a vzbouřeným valašským lidem, která se zde uskutečnila roku 1644.

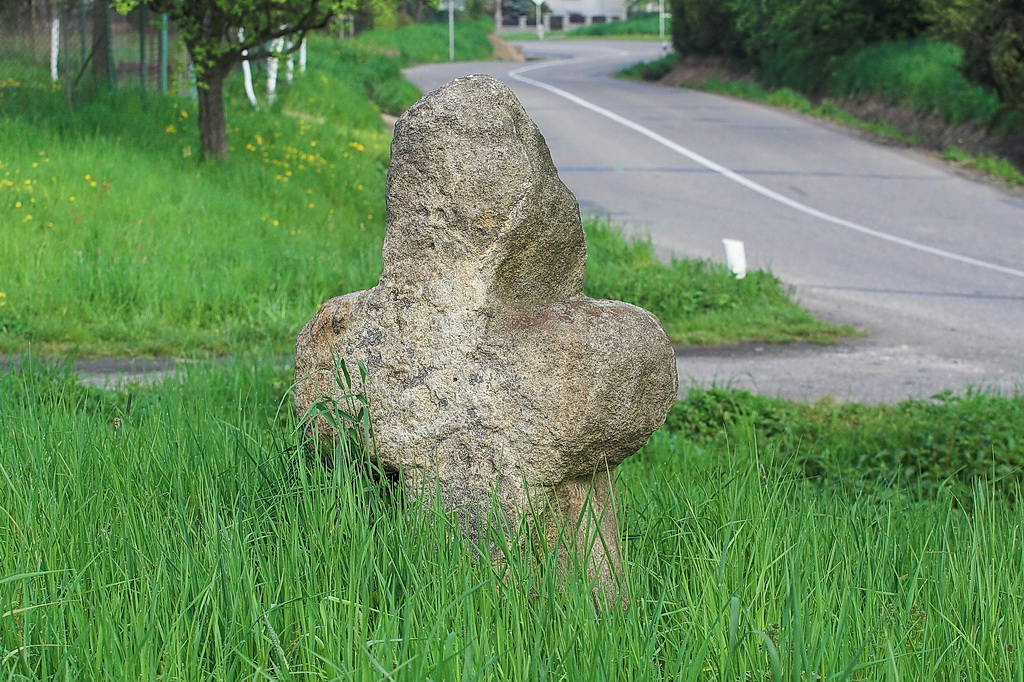
Smírčí kříž u Martinic
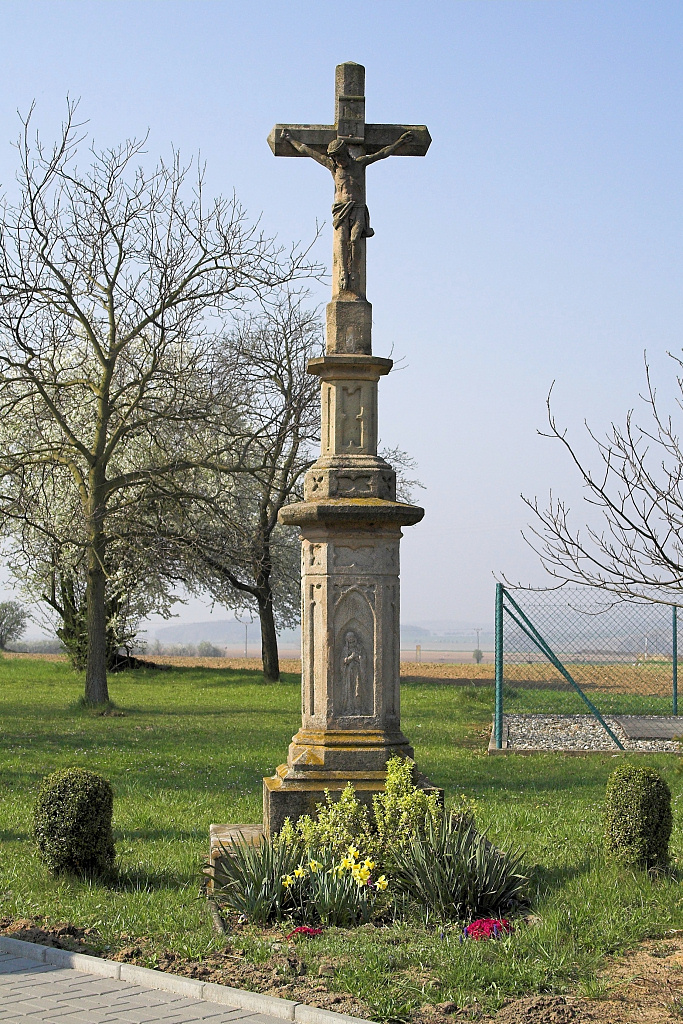
Kamenný kříž
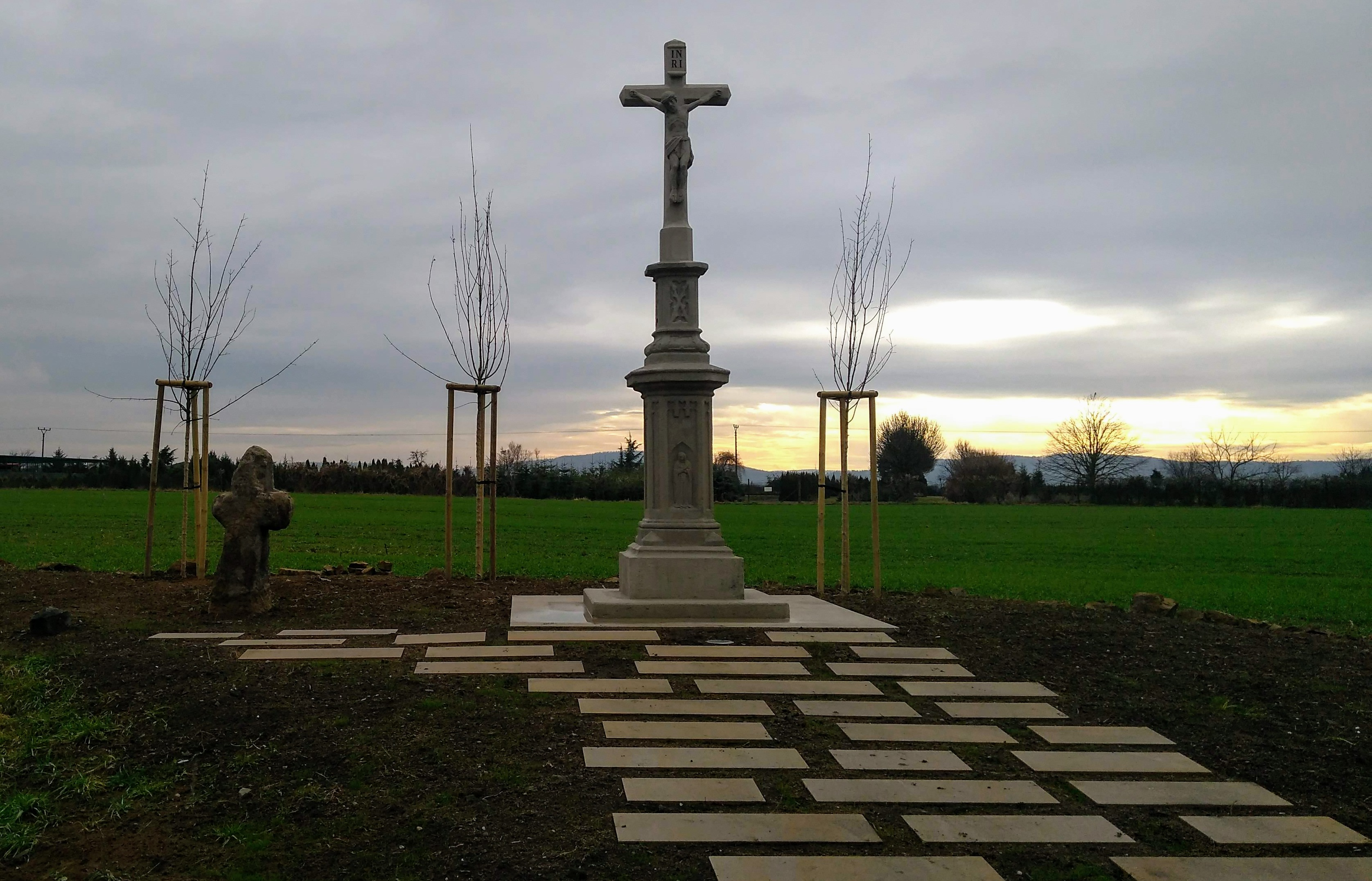
Nové umístění obou křížů